# Stazione di Ōguchi
La stazione di Ōguchi (大口駅?, Ōguchi-eki) è una stazione ferroviaria della città giapponese di Yokohama, nella prefettura di Kanagawa in Giappone. Si trova nel quartiere di Kanagawa-ku ed è servita dalla linea Yokohama della JR East.

## Linee
- East Japan Railway Company
- ■ Linea Yokohama

## Struttura
La stazione di Ōguchi è realizzata in superficie con un marciapiede a isola centrale servente due binari.
| 1 | ■ Linea Yokohama |  | per Shin-Yokohama, Machida e Hachiōji |
| 2 | ■ Linea Yokohama |  | per Higashi-Kanagawa e Yokohama       |

## Stazioni adiacenti
| «                   | Servizio       | »              |
| Linea Yokohama      | Linea Yokohama | Linea Yokohama |
| ------------------- | -------------- | -------------- |
| Higashi-Kanagawa    | Locale         | Kikuna         |
| Il rapido non ferma |                |                |